# Pamela Andersson
Pamela Kristina Alselind, tidigare Andersson, född den 13 mars 1965, är en svensk journalist och författare. 
Pamela Andersson har arbetat på Hudiksvalls Tidning, Sundsvalls Tidning, Dagens Nyheter och Expressen, och har även varit fast panelmedlem i Sportpanelen i SVT:s Gomorron Sverige och sportkrönikör i Mittmedia. 2000–2003 arbetade hon som utrikeskorrespondent i New York och London, innan hon 2003 blev redaktör på Amelia. Under hösten 2006 medverkade hon även som tävlande i TV-programmet På spåret i SVT tillsammans med skådespelaren Tomas Bolme. 2009 blev hon chefredaktör för numera nedlagda tidningen Queen (2009). 2010–2012 var hon chefredaktör för tidningen S med undertiteln Stjärnor & snackisar, som grundades samma år. 2012 var hon chefredaktör för Allt om Resor innan den såldes till Expressen, och 2012–2019 var hon chefredaktör för tidningen Topphälsa. 2019 blev hon senior affärsutvecklare för hälso- och träningsresor på Bonnier News.
2012 berättade hon att hon drabbats av en hjärntumör, och sin cancersjukdom skrev hon om i såväl krönikor som i två böcker. 2013 nominerades hon till Årets krönikör av Sveriges Tidskrifter. 2014 fick hon CancerRehabFondens Journalistpris för sin bok och sina krönikor, och samma år fick hon utmärkelsen Årets Kurage.
Sedan 2013 är hon ambassadör för Cancerfonden, och hon är även ambassadör för sin hemstad Hudiksvall.